# Chronochromie
Formal leitet sich der Terminus von den altgriechischen Wörtern χρόνος (chronos) = Zeit und χρωμα (chroma) = Farbe ab. Analog den naturwissenschaftlichen Wortschöpfungen mit -chromie am Ende ist eine Veränderung der Farbe mit der Zeit gemeint. Mit einem solchen, jedoch übertragenen Sinngehalt wird Chronochromie in speziellen Fällen in der Musik und in der Malerei verwendet.

## Musik
Der Begriff wurde in die Musik eingeführt durch den Komponisten Olivier Messiaen. Er verstand darunter die von ihm erfundene besondere Form einer Harmonie, die er insbesondere in den Abschnitten der Strophen, aber auch in denen der Antistrophen anwendet. Im Gegensatz zur klassischen, durchaus auch farbenfrohen Orchestrierung verwendet er in seinen Kompositionen systematisch bestimmte Akkorde, die er bestimmten Farben zuordnet. Er unterscheidet drei Familien von Farb-Akkorden. Diese werden drei Instrumentalgruppen zugeordnet. Jede der Gruppen bekommt in der Komposition außerdem 32 verschiedene Tondauern (chronos!) zugewiesen, wobei jede Tondauer einen Akkord aus einer spezifischen Klangfamilie besitzt. So entsteht aus den drei Reihen von Tondauern, kombiniert mit den Farb-Akkorden, ein ständig und unvorhersehbar wechselndes Klangnetz – wie ein Hör-Kaleidoskop.
Auch Caspar Diethelm bediente sich des Begriffs der Chronochromie in einer seiner Kompositionen.

## Malerei
Der Begriff steht im Gesamtwerk des Malers Karl Heinrich Greune – von ihm selbst als „Farbe in der Zeit“ erläutert – für die künstlerische Bewältigung einer „raumzeitlichen Problematik“. Greune will mit seinen polychromen Zeichen, welche die zeitlich aufeinanderfolgenden Phasen einer Bewegung darstellen sollen, den Betrachter zu stets veränderlichen Wahrnehmungen anregen.